# 聖拉斐爾拉因德彭登西亞
聖拉斐爾拉因德彭登西亞（西班牙語：San Rafael La Independencia），是危地馬拉的城鎮，位於該國西北部，由韋韋特南戈省負責管轄，面積64平方公里，海拔高度2,503米，2002年人口10,830，人口密度每平方公里169.22人。
15°43′N 91°32′W / 15.717°N 91.533°W